# Partnerstwo przemysłowe w programach zbrojeniowych
Partnerstwo przemysłowe w programach zbrojeniowych – forma współuczestnictwa w programach badawczych i rozwojowych systemów broni, w których kilka państw bierze udział programie rozwojowym określonego systemu broni, wspólnie prowadząc niezbędne do jego ukończenia prace badawcze i konstrukcyjne, współfinansując je na określonych w odpowiedniej umowie zasadach i współdzielą związane z programem ryzyka technologiczne oraz biznesowe, po zakończeniu zaś prac badawczo-rozwojowych, w współuczestniczą w produkcji opracowanego systemu broni, oraz partycypują w zyskach z jego sprzedaży.
Wśród najbardziej znanych partnerstw przemysłowych znajdują się partnerstwa w programach JSF – zmierzającego do opracowania i produkcji samolotu F-35 Lightning II – oraz w programie systemu obrony przeciwrakietowej MEADS. W programie JSF, uczestnicząca w nim z niewielkim udziałem Dania produkuje i dostarcza części i komponenty dla tysięcy F-35, czerpiąc z tego tytułu zyski i utrzymując znaczną liczbę stanowisk pracy.